# Bernardo Maria Valera
Bernardo Maria Valera (Giuliano Teatino, 5 agosto 1711 – Chieti, 16 dicembre 1783) è stato un religioso e poeta italiano.

## Biografia
Nacque a Giuliano Teatino (Chieti) da Domenico e Rosa Peschio. Il 1 gennaio 1730 entrò nei frati Cappuccini di Penne con il nome di Fra' Bernardo Maria di Giuliano.
Studiò a Siena. In quel periodo si interessò di poesia: fu membro dell'Accademia degli Intronati con il nome di Armonico e compose le “Nozze di Bacco”. Dal 1747 fu a Roma dove fu apprezzato per le sue composizioni poetiche e fece parte dell'Arcadia.
Si spostò quindi a Napoli dove fu amico dello scrittore e filosofo Antonio Genovesi e del giurista e poeta Giuseppe Aurelio di Gennaro, che nel 1759 fece stampare le poesie che Valera aveva scritto con lo pseudonimo “Amalfideno Flattad”.
Tornò in Abruzzo a Lanciano dove prese cittadinanza mutando il suo nome in Fra' Bernardo Maria da Lanciano e dove ricoprì numerosi incarichi ecclesiastici, presso il convento dei Cappuccini.
Si trasferì quindi a Chieti nel convento  di San Giovanni, ed entrò a far parte, con il nome di Ferindo Vatiliano, della Colonia Tegea dell'Arcadia Romana fondata da Federico Valignani. Negli ultimi anni della sua vita fu colpito da demenza senile. 
Fu sepolto nel convento dei Cappuccini di Chieti. Parte della sua ricca biblioteca, dopo la soppressione del convento di Lanciano, è confluita nella biblioteca comunale di Lanciano.

## Opere
- Raccolta di poesie varie di un accademico intronato - Giovanni di Simone, Napoli 1750;
- Amalfideno Flattad - Poesie amorose - Giovanni di Simone, Napoli 1753;
- Raccolte delle poesie di frate Bernardo Maria da Lanciano, opera in due tomi - stamperia Simoniana, Napoli 1759;
- Orazioni in onore di San Giustino, composta e recitata da F. Bernardo Maria da Lanciano nell'anno 1773 - Chieti 1773;
- Nuova raccolta delle poesie di Frate Bernardo Maria Valera da Lanciano cappuccino - stamperia Raimondiana, Napoli 1776;
- Poesie edite ed inedite del P. Bernardo Maria Valera Cappuccino, opera in due tomi - tipografia Ubaldo Angeletti, Teramo 1835;
- Sacra novena in onore del SS. Volto di Gesù Cristo che si venera in Manoppello nella chiesa dei RR.PP. Cappuccini - stabilimento Tipografico Ricci, Chieti 1897.